# Aphthona czwalinae
Aphthona czwalinae es un coleóptero de la familia Chrysomelidae. Fue descrita científicamente en 1888 por Weise.
El adulto mide 2.8 a 3.5 mm, la larva de 1 a 5 mm. De color brillante, metálico negro.
Originario del Palártico oeste, ha sido introducido en Norteamérica para controlar especies invasoras de euforbias.